# Коморники
Коморники, комірники (лат. inquilinus), може означати:
1) Коморники, комірники — 
назва найбіднішої верстви населення в селах і містечках України, Польщі, Білорусі та Литви у 1400-1900-х роках, що означав людей, які не мали власного житла і тому винаймали у заможніших поселенців комори для житла — рублені та обмазані глиною сараї, хижі, інші приміщення при садибах, які, як правило, не мали печей і зазвичай використовувалися для зберігання зерна, борошна, овочів, одягу тощо. Як правило, в них жили лише в теплу пору року, а якщо їх перетворювали на постійне житло, тоді їх називали хатами або хатинами. Деякі дослідники вважають, що коморники не мали тяглової сили та реманенту, щоб самостійно займатися сільським господарством. Однак в описі Перемишльської землі 1642 року зазначено, що з 3161 тамтешніх коморників 2303 були бідними, а 858 мали велику рогату худобу. У 1579 році на Волині (Луцький, Володимирський і Кременецький повіти) проживало 586 коморників, що становило близько 3 % селян регіону. Коморники юридично вважались особисто вільними, порівняно часто змінювали місця свого проживання, утримували себе за рахунок ремесел, промислів і торгівлі, сплачували грошовий чинш і різні податки. Більшість з коморників поступово потрапляли в особисту чи земельну залежність від можновладців;
- Коморники — це назва категорії 1500-1800-х років, які не мали ні землі, ні житла і працювали наймитами у заможних селян, від яких отримували хату (комору) в обмін на пішу панщину та сплату грошового податку.[2] Піша панщина — це без обовязку ставити до роботи й свою худобу[3] означало, служити по одному дню на тиждень пішо, без обов'язку ставити до роботи й свою худобу.[4] У 16-17 столітті таких людей називали ще огородниками.[4] Але подекуди огородники працювали на панів і по два дні на тиждень, та ще й давали їм по 12 гр.[4] «Комору» отримували від дідичів, за що виконували панщину (пішу) та складали данину грішми і натурою.[5] Їхнє соціально-правне становище було уодностайнене «уставою на волоки» (Волочний перемір).[5]

У містах комірниками називали позбавлених власності бідних міщан. Комітети бідноти (комбіди) — організації сільської бідноти в Україні — почали створюватися в процесі ліквідації Директорії як осередки радянської влади на селі, за винятком територій, де діяли Ради чи ревкоми. Сільські комбіди обиралися на загальних зборах або загальних сходах у складі трьох осіб, а волосні — волосних з'їздах у складі 5-7 осіб. На початок червня 1919 року комбідами було охоплено більше половини сіл України. Головними завданнями їх були: зміцнення революційного порядку в селах, допомога військкоматам у проведенні мобілізації до Червоної армії, постачання продовольства для армії та промислових центрів країни, а також реалізація аграрних законів радянської влади. Українські комбіди продовжували діяти до створення комітетів незаможних селян.
2) Коморники, комірники — назва у деяких джерелах, зокрема Литовській метриці, державних і князівських ключників при замках, господарствах тощо, вони користувалися значними привілеями, володіли землею.
3) Коморник — заступник судді в так званих земських судах на українських землях під Польщею. В 1673 році в Гетьманщині були введені так звані Подкоморські суди (де судив Подкоморій і його заступник — подкоморій, яких обрано в полковій канцелярії і які мали виконувати свої функції до кінця життя. Коморник заступав подкоморія тільки в справах менш важливих, і то за вказівками підкоморія та за його відповідальністю. Коли хто бажав поновити межі свого володіння, повинен був це робити в присутності коморника, який повідомляв сусідів відповідними повістками. Коморник (помічник підкоморого), місцевий шляхетський урядник у Польсько-Литовській державі, який відав земельними межовими справами.